# Ademar Guerra
Ademar Carlos Guerra (Sorocaba, 10 de setembro de 1933 – São Paulo, 19 de fevereiro de 1993) foi um diretor de teatro brasileiro.

## Biografia
Mudou-se para a capital paulista em 1959 e começou na TV trabalhando na TV Tupi e na TV Excelsior na direção de teleteatros. Em 1960 estreou nos palcos, dirigindo Auto da Compadecida de Ariano Suassuna.
Foi assistente de direção de Antunes Filho e acabou se tornando um dos mais destacados diretores do teatro brasileiro nas décadas de 60, 70 e 80, sendo o responsável por montagens como Hair; Missa Leiga; Oh! Que Delícia de Guerra; Tom Payne, Marat-Sade, Colonia Cecília e Mistérios de Curitiba.
Fez inúmeros trabalhos na televisão principalmente na TV Cultura de onde se destaca a primeira versão brasileira de Vila Sésam, que tinha no elenco atores que trabalhavam constantemente com ele no teatro, como Armando Bogus, Sonia Braga e Aracy Balabanian, entre outros.
Ele era um especialista em dirigir montagens com grande elenco e produção elaborada.  
Morreu aos 59 anos vitimado por uma parada cardíaca.

## Prêmios e indicações

### Troféu APCA
| Ano  | Categoria                | Indicação     | Resultado |
| ---- | ------------------------ | ------------- | --------- |
| 1973 | Melhor Diretor de Teatro | Ademar Guerra | Venceu    |